# Vaux-Andigny
Vaux-Andigny – miejscowość i gmina we Francji, w regionie Hauts-de-France, w departamencie Aisne.
Według danych na styczeń 2014 roku gminę zamieszkiwało 980 osób, a gęstość zaludnienia wynosiła 62,2 osób/km².